# Hejian Technology Corporation
Hejian Technology Corporation (en chinois : 和舰科技有限公司) est la deuxième fonderie de semi-conducteurs en Chine après SMIC.
La société a été fondée en novembre 2001 et a commencé la production en 2003. Elle s'est spécialisée dans la fabrication de puces automobiles, grand public et industrielles dans la gamme de 0,5 micromètre à 110 nanomètres. Hejian est située dans le parc industriel de Suzhou. L'entreprise emploie environ 2 000 personnes.